# Казанцево (Частоозерський округ)
Каза́нцево (рос. Казанцево) — присілок у складі Частоозерського округу Курганської області, Росія.
Населення — 56 осіб (2010, 117 у 2002).
Національний склад станом на 2002 рік:
- росіяни — 99 %